# Fraškerić
Koordinati:   44°49′26″N, 13°50′29″E
Fraškerić je majhen nenaseljen otoček južno od Pule.
Fraškerić leži med otočkoma Veruda in Frašker okoli 0,4 km južno od Verude. Površina otočka meri 0,025 km². Dolžina obalnega pasu je 0,61 km. Najvišja točka na otočka doseže višino 7 mnm.